# Молдавија на Зимским олимпијским играма 2002.
Молдавији је ово било треће учешће на Зимским олимпијским играма. Делегацију Молдавије, на Зимским олимпијским играма 2002. у Солт Лејк Ситију (САД), представљало је 5 спотриста (3 мушкарца и 2 жене) који су се такмичили у 3 спорта.
Заставу Молдавије на церемонијама отварања Олимпијских игара 2002. поново је носио Јон Букса, који се на овим играма такмичио у скијашком трчању.
Олимпијски тим Молдавије је остао и даље остао у групи екипа које нису освајале олимпијске медаље на зимским олимпијским играма.

## Учесници по спортовима
| Спорт           | Мушкарци | Жене | Укупно |
| --------------- | -------- | ---- | ------ |
| Биатлон         | 1        | 1    | 2      |
| Скијашко трчање | 1        | 1    | 2      |
| Санкање         | 1        | 0    | 1      |
| Укупно (3)      | 3        | 2    | 5      |

## Резултати

### Биатлон

#### Мушкарци
| Такмичар           | Дисциплина  | Резултати | Резултати | Резултати | Резултати     | Детаљи |
| Такмичар           | Дисциплина  | Време     | Промашаји | Заостатак | Пласман/учес. | Детаљи |
| ------------------ | ----------- | --------- | --------- | --------- | ------------- | ------ |
| Михаил Грубишенков | Спринт      | 30:02,2   | 2         | +5:20,8   | 83 / 86 (87)  |        |
| Михаил Грубишенков | Појединачно | 1.05:58,5 | 7         | +14:55,5  | 84 / 86 (87)  |        |

#### Жене
| Такмичарка       | Дисциплина  | Резултати | Резултати | Резултати | Резултати     | Детаљи |
| Такмичарка       | Дисциплина  | Време     | Промашаји | Заостатак | Пласман/учес. | Детаљи |
| ---------------- | ----------- | --------- | --------- | --------- | ------------- | ------ |
| Валентина Чурина | Спринт      | 23:49,7   | 1         | +3:08,3   | 51 / 64       |        |
| Валентина Чурина | Потера      | 38:19,7   | 5         | + 7:12,0  | 48 / 48 (52)  |        |
| Валентина Чурина | Појединачно | 58:40,8   | 6         | +11:11,7  | 62 / 69 (71)  |        |

### Скијашко трчање

#### Мушкарци
| Име       | Дисциплина    | Финале               | Финале       | Финале  | Детаљи |
| Име       | Дисциплина    | Време                | Заостатак    | Пласман | Детаљи |
| --------- | ------------- | -------------------- | ------------ | ------- | ------ |
| Јон Букса | Масовни старт | 1.32:48,9 (+21Ч18,9) | 67 / 68 (78) |         |        |

#### Жене
| Име            | Дисциплина | Квалификације | Квалификације | Четвртфинале          | Четвртфинале          | Полуфинале            | Полуфинале            | Финале                | Финале                | Детаљи  |                |
| Име            | Дисциплина | Време         | Пласман       | Време                 | Пласман               | Време                 | Пласман               | Време                 | Пласман               | Детаљи  |                |
| -------------- | ---------- | ------------- | ------------- | --------------------- | --------------------- | --------------------- | --------------------- | --------------------- | --------------------- | ------- | -------------- |
| Елена Горохова | Спринт     | 3:43,82       | 55            | Није се квалификовала | Није се квалификовала | Није се квалификовала | Није се квалификовала | Није се квалификовала | Није се квалификовала | 55 / 58 | [ мртва веза ] |

| Такмичарка     | Дисциплина      | Финале             | Финале             | Детаљи |
| Такмичарка     | Дисциплина      | Резултат           | Пласман            | Детаљи |
| -------------- | --------------- | ------------------ | ------------------ | ------ |
| Елена Горохова | 15. км слободно | Није завршила трку | Није завршила трку |        |

### Санкање

#### Мушкарци
| Такмичар     | Дисциплина  | 1 вожња | 1 вожња | 2 вожња | 2 вожња | 3 вожња | 3 вожња | 4 вожња | 4 вожња | Укупно   | Заостатак | Пласман      | Детаљи         |
| Такмичар     | Дисциплина  | Рез.    | Плас.   | Рез.    | Плас.   | Рез.    | Плас.   | Рез.    | Плас.   | Укупно   | Заостатак | Пласман      | Детаљи         |
| ------------ | ----------- | ------- | ------- | ------- | ------- | ------- | ------- | ------- | ------- | -------- | --------- | ------------ | -------------- |
| Ливију Чепој | Појединачно | 47,161  | 40      | 47,353  | 42      | 46,604  | 39      | 46,825  | 40      | 3:07,943 | +10,002   | 38 / 48 (50) | [ мртва веза ] |